# Lapal
Lapal är en stadsdel i Halesowen, i distriktet Dudley, i grevskapet West Midlands, i England. Lapal var en civil parish från 1866 till 1974. Civil parish hade 2 730 invånare år 1951.